# 아내의 맛
《아내의 맛》은 대한민국의 방송사 TV조선의 예능 텔레비전 프로그램이다. 줄여서 아맛이라고 불린다.
2021년 4월 13일 조작 방송 논란으로 인해 끝으로 시즌 종영하였다.

## 기획 의도
대한민국의 셀러브리티 부부들이 식탁에서 소확행(일상에서 느낄 수 있는 작지만 확실하게 실현 가능한 행복) 라이프를 찾는 콘셉트의 예능 프로그램이다.

## 방송 일정
| 방송 채널 | 방송 기간                         | 방송 시간                          | 비고 |
| --------- | --------------------------------- | ---------------------------------- | ---- |
| TV 조선   | 2018년 6월 5일 ~ 2019년 5월 8일   | 매주 화요일 밤 10시 ~ 익일 밤 12시 |      |
| TV 조선   | 2019년 6월 4일 ~ 2021년 4월 13일  | 매주 화요일 밤 10시 ~ 익일 밤 12시 |      |
| TV 조선   | 2019년 5월 14일 ~ 2019년 5월 22일 | 매주 화요일 밤 11시 ~ 익일 밤 1시  |      |

## 출연진

### 메인 & 패널 MC
| 메인 & 패널 MC                 | 진행 기간                        | 비고 |
| ------------------------------ | -------------------------------- | ---- |
| 이휘재, 박명수, 장영란, 이하정 | 2018년 6월 5일 ~ 2021년 4월 13일 |      |

### 역대 VCR 출연진
| 출연진 및 패널           | 관계   | 자녀         | 방송 기간 | 하차 사유                              | 비고          |
| ------------------------ | ------ | ------------ | --- | -------------------------------------- | ------------- |
| 홍혜걸 & 여에스더        | 부부   | 슬하 2남     | 2018년 6월 5일 ~ 2018년 7월 17일 2018년 8월 7일 2018년 9월 4일 | 스케줄 사정으로 하차                   |               |
| 여홍 & 정이              | 부부   |              | 2018년 7월 24일 ~ 2018년 7월 31일 | 스케줄 사정으로 하차                   |               |
| 박명수 & 한수민          | 부부   | 슬하 1녀     | 2018년 8월 14일 ~ 2018년 8월 21일 |                                        |               |
| 이휘재 & 문정원          | 부부   | 슬하 2남     | 2018년 8월 14일 ~ 2018년 8월 28일 2019년 4월 16일 |                                        |               |
| 오세훈 & 송현욱          | 부부   | 슬하 2녀     | 2018년 10월 2일 ~ 2018년 10월 9일 | 스케줄 사정으로 하차                   |               |
| 이만기 & 한숙희          | 부부   | 슬하 2남     | 2018년 12월 4일 ~ 2018년 12월 18일 2019년 1월 15일 ~ 2019년 3월 5일 2019년 4월 2일 ~ 2019년 4월 9일 2019년 4월 30일 ~ 2019년 5월 21일 |                                        |               |
| 서민정 & 안상훈          | 부부   | 슬하 1녀     | 2018년 10월 30일 ~ 2018년 12월 14일 | 스케줄 사정으로 하차                   | 미국 거주     |
| 양미라 & 정신욱          | 부부   | 슬하 1남     | 2018년 8월 7일 ~ 2018년 8월 14일 2018년 9월 11일 2018년 11월 13일 ~ 2018년 11월 20일 2019년 3월 5일 ~ 2019년 3월 12일 2019년4월 2일 ~ 2019년 4월 9일 2019년 4월 23일 ~ 2019년 6월 4일 | 스케줄 사정으로 하차                   |               |
| 장영란 & 한창            | 부부   | 슬하 1남 1녀 | 2018년 8월 7일 ~ 2018년 8월 14일 2018년 10월 2일 2020년 5월 12일 2020년 8월 11일 (장영란 단독) |                                        |               |
| 조쉬 & 국가비            | 부부   | 없음         | 2019년 1월 8일 ~ 2019년 1월 22일 | 스케줄 사정으로 하차                   |               |
| 김민 & 이지호            | 부부   | 있음         | 2019년 2월 12일 ~ 2019년 3월 5일 | 스케줄 사정으로 하차                   |               |
| 김상혁 & 송다예          | 부부   | 없음         | 2019년 4월 16일 ~ 2019년 4월 23일 2019년 5월 14일 | 스케줄 사정으로 하차                   |               |
| 조안 & 김건우            | 부부   | 없음         | 2019년 4월 23일 ~ 2019년 5월 7일 2019년 5월 21일 2019년 6월 11일 | 스케줄 사정으로 하차                   |               |
| 송가인                   | 부모   | 부모         | 2019년 6월 4일 ~ 2019년 10월 1일 | 스케줄 사정 및 정규 앨범 전념으로 하차 | 엄마의 맛     |
| 서유리 & 최병길          | 부부   | 없음         | 2019년 8월 27일 | 스케줄 사정으로 하차                   | 특별 VCR 출연 |
| 혜박 & 브라이언 박       | 부부   | 슬하 1녀     | 2019년 10월 29일 ~ 2019년 11월 12일 | 스케줄 사정으로 하차                   | 미국 거주     |
| 하승진 & 김화영          | 부부   | 슬하 1남 1녀 | 2019년 11월 5일 ~ 2020년 2월 4일 |                                        |               |
| 김빈우 & 전용진          | 부부   | 슬하 1남 1녀 | 2019년 11월 12일 ~ 2019년 12월 10일 2019년 12월 24일 2020년 2월 18일 2020년 5월 5일 |                                        |               |
| 최연제 & 케빈 고든       | 부부   | 슬하 1남     | 2019년 12월 3일 2019년 12월 17일 |                                        | 미국 거주     |
| 김현숙 & 윤종            | 부부   | 슬하 1남     | 2019년 12월 10일 ~ 2020년 4월 7일 |                                        |               |
| 신소율 & 김지철          | 부부   | 없음         | 2019년 12월 24일 ~ 2020년 1월 21일 2020년 2월 11일 |                                        |               |
| 홍잠언                   |        |              | 2020년 1월 28일 ~ 2020년 3월 24일 |                                        | 트롯의 맛     |
| 노지훈 & 이은혜          | 부부   | 슬하 1남     | 2020년 3월 10일 ~ 2020년 4월 14일 |                                        | 트롯의 맛     |
| 정동원                   | 청소년 | 청소년       | 2020년 4월 7일 ~ 2021년 1월 12일 2021년 3월 30일 |                                        | 트롯의 맛     |
| 김세진 & 진혜지          | 부부   | 슬하 1남     | 2020년 4월 14일 |                                        |               |
| 조영수 & 미스터T         | 빈칸   | 빈칸         | 2020년 6월 16일 |                                        | 트롯의 맛     |
| 이찬원                   | 빈칸   | 빈칸         | 2020년 6월 30일 |                                        | 트롯의 맛     |
| 장민호                   | 빈칸   | 빈칸         | 2020년 7월 21일 |                                        | 트롯의 맛     |
| 박슬기 & 공문성          | 부부   | 슬하 1녀     | 2020년 8월 25일 2020년 11월 11일 2020년 11월 24일 2020년 12월 29일 ~ 2021년 1월 5일 2021년 2월 16일 |                                        |               |
| 박휘순 & 천예지          | 부부   | 없음         | 2020년 11월 3일 2020년 12월 1일 |                                        |               |
| 나경원 & 김재호          | 부부   | 슬하 1남 1녀 | 2021년 1월 5일 |                                        | 특별 VCR 출연 |
| 박영선 & 이원조          | 부부   |              | 2021년 1월 12일 |                                        | 특별 VCR 출연 |
| 이수영 & 김창홍          | 부부   |              | 2021년 3월 16일 |                                        | 특별 VCR 출연 |
| 성민 & 김사은            | 부부   | 없음         | 2021년 2월 2일 2021년 3월 9일 |                                        |               |
| 함소원 & 진화            | 부부   | 슬하 1녀     | 2018년 6월 5일 ~ 2018년 9월 11일 2018년 10월 2일 ~ 2018년 11월 27일 2018년 12월 11일 2019년 1월 1일 ~ 2019년 1월 8일 2019년 1월 22일 ~ 2019년 3월 12일 2019년 4월 2일 ~ 2019년 4월 9일 2019년 5월 21일 2019년 6월 11일 ~ 2020년 8월 11일 2020년 9월 22일 2020년 10월 27일 ~ 2021년 1월 12일 2021년 1월 26일 ~ 2021년 2월 2일 2021년 2월 23일 2021년 3월 23일 | 수많은 논란이 제기되어 하차            | 역대 최장     |
| 홍현희 & 제이쓴          | 부부   | 없음         | 2018년 11월 27일 ~ 2018년 12월 18일 2019년 1월 8일 ~ 2019년 4월 16일 2019년 4월 30일 ~ 2019년 5월 14일 2019년 6월 4일 ~ 2019년 8월 20일 2019년 9월 3일 ~ 2019년 10월 15일 2020년 2월 11일 ~ 2020년 7월 14일 2020년 7월 28일 2020년 8월 18일 ~ 2020년 8월 25일 2020년 9월 8일 ~ 2020년 9월 15일 2020년 9월 29일 ~ 2020년 10월 27일 2020년 11월 17일 2020년 12월 1일 ~ 2020년 12월 15일 2020년 12월 29일 2021년 1월 12일 ~ 2021년 1월 19일 2021년 2월 9일 ~ 2021년 2월 16일 2021년 3월 2일 ~ 2021년 4월 13일 |                                        | 역대 최장     |
| 이필모 & 서수연          | 부부   | 슬하 1남     | 2020년 7월 21일 ~ 2020년 9월 8일 2020년 9월 22일 2021년 1월 19일 ~ 2021년 1월 26일 2021년 2월 9일 ~ 2021년 3월 2일 2021년 3월 30일 2021년 4월 13일 |                                        |               |
| 박은영 & 김형우          | 부부   | 슬하 1남     | 2020년 9월 1일 ~ 2020년 9월 15일 2020년 9월 29일 ~ 2020년 10월 6일 2020년 10월 20일 2020년 12월 1일 2020년 12월 22일 2021년 2월 2일 ~ 2021년 2월 9일 |                                        |               |
| 윤석민 & 김수현 & 김예령 | 부부   | 슬하 2남     | 2020년 12월 22일 2021년1월 19일 ~ 2021년 1월 26일 2021년 2월 9일 2021년 2월 23일 ~ 2021년 4월 13일 |                                        |               |
| 김봉곤 & 김다현          | 부녀   | 청소년       | 2021년 3월 23일 ~ 2021년 4월 6일 |                                        | 트롯의 맛     |

## 시청률

### 2019년
| 회차 | 방송일    | AGB 닐슨 시청률 |
| 회차 | 방송일    | 대한민국 (전국) |
| ---- | --------- | --------------- |
| 29   | 1월 1일   | 5.584%          |
| 30   | 1월 8일   | 5.040%          |
| 31   | 1월 15일  | 5.150%          |
| 32   | 1월 29일  | 4.757%          |
| 33   | 2월 5일   | 4.409%          |
| 34   | 2월 12일  | 5.852%          |
| 35   | 2월 19일  | 4.496%          |
| 36   | 2월 26일  | 4.317%          |
| 37   | 3월 5일   | 4.937%          |
| 38   | 3월 12일  | 4.646%          |
| 39   | 3월 19일  | 4.546%          |
| 40   | 3월 26일  | 3.761%          |
| 41   | 4월 2일   | 4.033%          |
| 42   | 4월 9일   | 4.575%          |
| 43   | 4월 16일  | 4.005%          |
| 44   | 4월 23일  | 4.039%          |
| 45   | 4월 30일  | 4.096%          |
| 46   | 5월 7일   | 3.879%          |
| 47   | 5월 14일  | 2.766%          |
| 48   | 5월 21일  | 2.888%          |
| 49   | 6월 4일   | 5.912%          |
| 50   | 6월 11일  | 6.102%          |
| 51   | 6월 18일  | 5.953%          |
| 52   | 6월 25일  | 7.230%          |
| 53   | 7월 2일   | 6.788%          |
| 54   | 7월 9일   | 7.530%          |
| 55   | 7월 16일  | 7.052%          |
| 56   | 7월 23일  | 7.552%          |
| 57   | 7월 30일  | 6.841%          |
| 58   | 8월 6일   | 7.164%          |
| 59   | 8월 13일  | 7.031%          |
| 60   | 8월 20일  | 7.645%          |
| 61   | 8월 27일  | 6.735%          |
| 62   | 9월 3일   | 7.554%          |
| 63   | 9월 10일  | 7.565%          |
| 64   | 9월 17일  | 5.816%          |
| 65   | 9월 24일  | 6.557%          |
| 66   | 10월 1일  | 6.117%          |
| 67   | 10월 8일  | 6.462%          |
| 68   | 10월 15일 | 5.451%          |
| 69   | 10월 22일 | 5.171%          |
| 70   | 10월 29일 | 7.187%          |
| 71   | 11월 5일  | 6.493%          |
| 72   | 11월 12일 | 5.784%          |
| 73   | 11월 19일 | 5.256%          |
| 74   | 11월 26일 | 5.637%          |
| 75   | 12월 3일  | 6.066%          |
| 76   | 12월 10일 | 5.536%          |
| 77   | 12월 17일 | 6.554%          |
| 78   | 12월 24일 | 6.636%          |

### 2020년
| 회차 | 방송일    | AGB 닐슨 시청률 |
| 회차 | 방송일    | 대한민국 (전국) |
| ---- | --------- | --------------- |
| 79   | 1월 7일   | 8.221%          |
| 80   | 1월 14일  | 7.814%          |
| 81   | 1월 21일  | 7.299%          |
| 82   | 1월 28일  | 8.872%          |
| 83   | 2월 4일   | 9.927%          |
| 84   | 2월 11일  | 9.276%          |
| 85   | 2월 18일  | 9.906%          |
| 86   | 2월 25일  | 8.8%            |
| 87   | 3월 3일   | 10.88%          |
| 88   | 3월 10일  | 10.407%         |
| 89   | 3월 17일  | 10.566%         |
| 90   | 3월 24일  | 8.786%          |
| 91   | 3월 31일  | 8.704%          |
| 92   | 4월 7일   | 8.557%          |
| 93   | 4월 14일  | 9.062%          |
| 94   | 4월 21일  | 9.856%          |
| 95   | 4월 28일  | 10.142%         |
| 96   | 5월 5일   | 8.371%          |
| 97   | 5월 12일  | 10.345%         |
| 98   | 5월 19일  | 8.751%          |
| 99   | 5월 26일  | 10.169%         |
| 100  | 6월 2일   | 8.162%          |
| 101  | 6월 9일   | 10.388%         |
| 102  | 6월 16일  | 8.879%          |
| 103  | 6월 23일  | 9.187%          |
| 104  | 6월 30일  | 8.996%          |
| 105  | 7월 7일   | 8.037%          |
| 106  | 7월 14일  | 8.065%          |
| 107  | 7월 21일  | 10.446%         |
| 108  | 7월 28일  | 8.507%          |
| 109  | 8월 4일   | 10.717%         |
| 110  | 8월 11일  | 8.549%          |
| 111  | 8월 18일  | 8.675%          |
| 112  | 8월 25일  | 8.254%          |
| 113  | 9월 1일   | 10.504%         |
| 114  | 9월 8일   | 8.434%          |
| 115  | 9월 15일  | 8.438%          |
| 116  | 9월 22일  | 8.666%          |
| 117  | 9월 29일  | 8.092%          |
| 118  | 10월 6일  | 7.866%          |
| 119  | 10월 13일 | 7.019%          |
| 120  | 10월 20일 | 8.106%          |
| 121  | 10월 27일 | 8.059%          |
| 122  | 11월 3일  | 7.493%          |
| 123  | 11월 10일 | 7.915%          |
| 124  | 11월 17일 | 8.153%          |
| 125  | 11월 24일 | 7.781%          |
| 126  | 12월 1일  | 8.202%          |
| 127  | 12월 15일 | 7.775%          |
| 128  | 12월 22일 | 8.659%          |
| 129  | 12월 29일 | 6.277%          |

### 2021년
| 회차 | 방송일   | AGB 닐슨 시청률 |
| 회차 | 방송일   | 대한민국 (전국) |
| ---- | -------- | --------------- |
| 130  | 1월 5일  | 11.204%         |
| 131  | 1월 12일 | 9.577%          |
| 132  | 1월 19일 | 9.234%          |
| 133  | 1월 26일 | 8.258%          |
| 134  | 2월 2일  | 8.996%          |
| 135  | 2월 9일  | 9.838%          |
| 136  | 2월 16일 | 8.997%          |
| 137  | 2월 23일 | 8.541%          |
| 138  | 3월 2일  | 8.154%          |
| 139  | 3월 9일  | 6.942%          |
| 140  | 3월 16일 | 7.812%          |
| 141  | 3월 23일 | 8.546%          |
| 142  | 3월 30일 | 6.998%          |
| 143  | 4월 6일  | 7.287%          |
| 144  | 4월 13일 | 5.862%          |

## 전문

### 케빈 나에 관한 공식 입장
입장문
저를 아낌없이 지원해주시고, 때로는 꾸짖어주시는 여러분께 아래와 같은 의견을 정중히 밝힙니다.
최근 제가 가족과 함께 방송에 출연하기로 예고되면서, 일부 언론보도나 관련 댓글들에서 개인적인 과거사에 대한 오해와 잘못된 사실관계에 근거한 무분별한 비방이 이루어지고 있는 상황입니다. 그동안 이 사건에 대하여 일절 대응하지 않아 왔으나, 잘못된 사실관계가 언론을 통해 전해짐에 따라, 가족들과 친지들이 큰 상처를 받고 있기에, 부득이 입장을 발표하게 되었습 니다.
관련 의혹들은 제가 사실혼 관계를 일방적으로 파기하였다고 문제 삼고 있습니다.
먼저, 사실혼 파기로 인해 상처받은 상대방에 대하여 미안한 마음을 표합니다. 다만, 저와 미국에 거주하시는 부모님은 당시 악화된 관계를 원만 히 해결하기 위해 즉시 국내에 입국하여 상대방과 그 부모님을 만나 뵈었습니다. 그러나 그 자리에 변호사를 대동하고 대화를 녹음하는 상대방 측과 더는 신뢰관계를 유지하기 어렵다고 판단되어, 사실혼 관계를 유지하지 못하게 된 점을 사과하며 파혼의사를 전하였습니다. 아울러, 상대방에게 수억 원에 이르는 돈을 지급함으로써 부족하지만 그 상처를 위로하려고 애쓰기도 하였습니다. 즉, 파혼사실 자체에 대하여 여전히 유감이지만, 아무런 합의도 없이 그저 사실혼 관계를 일방적으로 파기하였다는 문제제기는 사실과 명백히 다릅니다.
오히려, 상대방 측이 근거 없는 허위사실을 언론에 제보하고 골프대회장에서 시위하는 등으로 제 명예에 심각한 훼손을 입고 힘든 시간을 보냈으며 그 과정에서 제 가족 및 친지들 역시 말 못 할 고통을 겪었습니다. 실제로 법원은, 상대방이 사실혼 기간 중 행복한 생활을 하였고 관계를 지속하기를 원했으므로, 성적으로 학대나 농락을 당하는 성노예와 같은 생활을 하였다는 주 장은 저를 사회적으로 매장시키기 위한 의도적인 인신공격이자 허위사실임이 분명하다면서, 허위사실로써 심각한 고통을 겪은 제 상황을 고려하여, 명예훼손 판결로서는 이례적으로 큰 금액의 손해배상책임을 인정하기도 하였습니다.
저는 완벽하지 못한 사람이라 일에도 사랑에도 실수를 저지르기도 했습니다. 그렇기 때문에 상대방에 대한 배려로서 무대응으로 일관하기도 하였습니다. 그로 인해, 잊을 만하면 언론 등을 통하여 허위사실로서 저를 비방하여도 모든 일이 지나갈 거라며 담담히 버텨왔습니다. 그러나 이제는 저 역시 남편으로서 두 아이의 아버지로서, 아내와 아이들이 허위사실로부터 피해받는 것을 막고 이들을 지켜주어야 할 책임이 있습니다. 아내와 아이들을 행복하게 해 주어야 가장으로서의 역할이 있습니다. 저 역시 부족한 사람이지만 근거 없는 사실로서 더 이상 피해를 받고 싶지 않습니다.
이에 사실관계를 여러분께 명확히 전달 드리고, 추후 잘못된 사실이 더 이상 확산되지 않도록 조심스럽게 위와 같은 입장을 밝히는 바이니, 더는 허위사실로서 제 가족과 친지들이 다치지 않도록 어루만져 주시기를 간곡히 부탁드립니다.
감사합니다. 나상욱 드림.

TV CHOSUN '아내의 맛' 제작진은 TV CHOSUN을 사랑해 주신 시청자들의 여러 의견을 수렴해 ‘케빈 나 부부의 촬영분을 방송하지 않는 것’으로 결정하였습니다. 사실 관계를 면밀히 파악하고 신중하게 대응하기 위해 공식입장을 뒤늦게 전달 드리게 된 점, 깊은 양해 부탁드립니다.
제작진이 케빈 나를 섭외했던 당초 취지는, PGA 투어에 진출한 세계적인 골퍼의 성공담과 더불어 그의 인간적인 면모와 가족애를 재조명하는 것이었습니다. 이후 제작진은 케빈 나를 만나 인터뷰를 진행하며 그에게서 세계랭킹 33위 프로골퍼가 되기까지의 험난했던 과정에서의 치열했던 노력과 인간적인 애환 등을 느낄 수 있었고, 또 프로선수를 내조하며 살아가는 아내의 모습을 보며 기존 방송에서 소개되었던 부부들과는 또 다른 케빈 나 부부만의 색다르고 진솔한 가족 이야기를 보여줄 수 있을 것이라 생각했습니다. 그리고 그 과정에서 논란이 된 케빈 나의 결혼 전 소송 건에 대해서는 종전에 마무리된 사안인 것으로 파악했습니다.
하지만 최근 불거진 논란으로 인해 아직까지도 당사자 간 주장이 불일치하는 부분이 존재하고 있는, 좀 더 심도 있는 논의를 거칠 필요가 있는 사안이라는 판단이 들었습니다. 이런 와중에 섣불리 방송을 내보내는 것은 또 다른 불필요한 오해를 불러일으킬 수 있다는 우려에 긴 논의 끝 케빈 나 부부의 촬영분을 방송하지 않는 것으로 결정하였습니다.

‘아내의 맛’은 앞으로도 다양한 직업군의 부부들을 만나 이들이 펼치는 저마다의 삶의 모습을 꾸밈없이 담아내 감동과 웃음을 전달하는 프로그램의 애초 목적에 부합할 수 있도록 최선의 노력을 다 할 것입니다. 충분한 의사소통을 하지 못해 여러 오해를 불러일으키며 '아내의 맛'을 사랑해주시는 시청자 여러분께 심려를 끼쳐드린데 대해 다시 한 번 송구스런 마음을 전합니다. 감사합니다.— 제작진 일등

### 송가인에 관한 공식 입장
송가인은, 송가인과 부모님을 주인공으로 한 '엄마의 맛'이라는 특별판을 통해 등장했던 것이며, 송가인은 최근 본업과 관련한 바쁜 스케줄을 소화하고 있어 출연하지 않은지 오래된 상황이였습니다. 더불어 예정된 출연 분량 역시 현재로선 없습니다. 다만 송가인 부모님의 출연은 당분간 이어질 예정입니다.— 제작진 일동, 2019년 9월 24일

### 정동원·임도형 성희롱 논란에 공식 입장
지난 25일 밤 방송된 '아내의 맛' 정동원과 임도형 군의 변성기 검사 내용 중 2차 성징과 관련한 질문이 방송된 것에 대한 제작진의 입장을 전합니다.
녹화 당시 담당 주치의는 의학적으로 변성기는 2차 성징의 하나의 증거가 되기 때문에 변성기 진료에 있어 2차 성징 관련한 질문은 변성기를 가늠할 수 있는 기본적인 질문이라고 밝혔습니다.
가수로서 한창 성장 중인 정동원과 임도형 군의 장래를 위해 변성기는 중요한 부분인 만큼 제작진은 이에 진정성을 부여하고자 2차 성징을 의학적으로 접근했습니다. 하지만 자칫 출연자에게 민감한 부분일 수 있다는 지적을 염두에 두고, 앞으로는 제작 과정에서 좀더 신중하게 접근하겠습니다.

이제까지 '아내의 맛'은 각양각색 커플들의 진솔한 이야기를 통해 공감과 정보를 드리기 위해 애써왔습니다. 앞으로도 더욱 양질의 콘텐츠를 만들기 위해 최선의 노력을 다하겠습니다.— 제작진 일등, 2020년 8월 26일

### 함진부부 조작 논란에 공식 입장

#### 1차 입장문
안녕하세요. TV CHOSUN ‘아내의 맛’ 제작진입니다.
최근 불거진 함소원 씨 논란과 관련한 제작진의 입장을 전합니다.
사실 관계를 정확히 파악하기 위해 공식 입장이 늦어진 점, 양해 부탁드립니다.
먼저 저희 ‘아내의 맛’은 다양한 스타 부부를 통해 각양각색의 삶의 모습을 진솔하게 조명함으로써 시청자 여러분께 공감과 웃음을 전달하는 것을 최우선의 가치로 두고 제작해 왔습니다.
저희는 모든 출연진과 촬영 전 인터뷰를 했으며, 그 인터뷰에 근거해서 에피소드를 정리한 후 촬영하는 것을 원칙으로 했습니다.
다만 출연자의 재산이나 기타 사적인 영역에 대해서는 개인의 프라이버시 문제이기 때문에 제작진이 사실 여부를 100% 확인하기엔 여러 한계가 있다는 점을 말씀드립니다.
그럼에도 함소원 씨와 관련된 일부 에피소드에 과장된 연출이 있었음을 뒤늦게 파악하게 됐습니다. 방송 프로그램의 가장 큰 덕목인 신뢰를 훼손한 점에 전적으로 책임을 통감합니다.
제작진은 시청자 여러분들의 지적과 비판을 겸허히 받아들이고, ‘아내의 맛’을 13일을 끝으로 시즌 종료하기로 결정했습니다.

그동안 ‘아내의 맛’을 사랑해 주신 시청자 여러분께 심려를 끼쳐 드린 데 대해 다시 한번 송구스러운 마음을 전합니다. 이번 일을 계기로 제작진은 더욱 신뢰 있는 프로그램 제작을 위해 정진하겠습니다.— 제작진 일등, 2021년 4월 8일

#### 2차 입장문
맞습니다. 모두 다 사실입니다. 저도 전부 다 세세히 낱낱이 개인적인 부분들을 다 이야기하지 못했습니다. 잘못했습니다. 과장된 연출 하에 촬영하였습니다. 잘못했습니다.
여러분 제가 잘못했습니다. 변명하지 않겠습니다. 잘못했습니다. 친정과도 같은 '아내의 맛'에 누가 되고 싶지 않았기에 자진 하차 의사를 밝혔고 그럼에도 오늘과 같은 결과에 이른 것에 대해 진심으로 안타깝고 송구한 마음입니다.

그간 '아내의 맛'을 통해 저희 부부를 지켜봐주신 시청자 여러분께 진심으로 고개숙여 사과드립니다.— 함소원 개인글, 2021년 4월 8일

## 음반
| #            | 제목                   | 작사           | 작곡         | 재생 시간 |
| ------------ | ---------------------- | -------------- | ------------ | --------- |
| 1.           | 〈늙은 여자〉 (함소원) | 박명수, 유재환 | 박명수       | 3:12      |
| 총 재생 시간 | 총 재생 시간           | 총 재생 시간   | 총 재생 시간 | 3:12      |

## 결방 사유

### 2018년
- 9월 25일 : 추석 특집 편성으로 결방.
- 12월 25일 : 성탄 특집 편성으로 결방.

### 2019년
- 1월 29일 : 설날 특집 편성으로 결방.
- 5월 28일 : 아내의 맛 특별판 편성.
- 12월 31일 : 아내의 맛 특별판 편성. (연말 시상식 형태)

### 2020년
- 12월 8일 : 아내의 맛 특별판 편성. (코로나 감염 우려 문제)

## 타이틀 변천사
| 기수 | 타이틀                       | 방송 기간                          |
| ---- | ---------------------------- | ---------------------------------- |
| 1기  | 세상 어디에도 없는 아내의 맛 | 2018년 6월 5일 ~ 2021년 4월 13일   |
| 2기  | 와카남                       | 2021년 6월 29일 ~ 2021년 11월 30일 |

## 참고 사항
- 52회 방송분부터 1, 2부로 나누어 편성되었다.
- 영화 라따뚜이의 "Le Festin" 곡 맨뒷 부분을 노래 불어로 삽입되었다.[10]

## 같이 보기
- 연애의 맛